# جينيفر لوروا
جينيفر لوروا (بالإنجليزية: Jennifer LeRoy)‏ هي بلاي ميت وممثلة أمريكية، ولدت في 7 يناير 1974 في كريغ في الولايات المتحدة.

## وصلات خارجية
- جينيفر لوروا على موقع IMDb (الإنجليزية)